# Rinus Israël
Rinus Israël, all'anagrafe Marinus David Israël (Amsterdam, 19 marzo 1942 – 1º luglio 2025), è stato un calciatore e allenatore di calcio olandese, di ruolo difensore.

## Carriera

### Club
Dopo gli inizi al DWS (1962–1966) passò al Feyenoord (1966–1974), la squadra dove raccolse i maggiori successi, su tutti la Coppa dei Campioni 1969-1970 (segnò tra l'altro il gol del provvisorio 1-1 in finale contro il Celtic Glasgow, sconfitto poi 2-1 ai tempi supplementari). Con il club vinse anche la Coppa Intercontinentale 1970, tre Eredivisie, la KNVB beker e la Coppa UEFA 1973-1974.
Si trasferì quindi all'Excelsior Rotterdam (1974–1975), per chiudere la carriera al PEC Zwolle (1975–1982).

### Nazionale
Giocò 47 partite con la Nazionale olandese, segnando 3 gol: scese per la prima volta in campo il 30 settembre 1964 contro il Belgio, e per l'ultima contro il Brasile, nella seconda fase del Mondiale del 1974.

## Palmarès

### Calciatore

#### Competizioni nazionali
- Eredivisie: 4

DWS: 1963-1964
Feyenoord: 1968-1969, 1970-1971, 1973-1974
- Coppa dei Paesi Bassi: 1

Feyenoord: 1968-1969

#### Competizioni internazionali
- Coppa dei Campioni: 1

Feyenoord: 1969-1970
- Coppa Intercontinentale: 1

Feyenoord: 1970
- Coppa UEFA: 1

Feyenoord: 1973-1974

### Allenatore

#### Competizioni nazionali
- Divizia A: 1

Dinamo Bucarest: 1991-1992
- UAE Arabian Gulf League: 1

Al-Wahda: 2001
- Eerste Divisie: 1

ADO Den Haag: 2002-2003